# Deep Space Nine
Deep Space Nine (DS9; poznata i kao Terok Nor) je fiktivna orbitalna svemirska stanica iz serije Zvjezdane staze: Duboki svemir 9. Prvotno nazvana Terok Nor, izgradili su je Kardasijanci u orbiti planeta Bajor kako bi nadzirali njegovu okupaciju.
Poslije oslobođenja Bajora, prozvana je Deep Space 9 i nalazi se pod zajedničkom upravom Zvjezdane Flote i Bajorskih oružanih snaga.
Stanica je ishodište brojnih brodova, zbog obližnje crvotočine koja vodi u neistraženi Gama kvadrant. Zapovjednik stanice je Flotin časnik Benjamin Sisko koji surađuje s predstavnicom bajorske vlade Kirom Nerys.

## Izgled
Orbitalna stanica Duboki svemir 9 izgrađena je prema kardasijanskom vojnom dizajnu. Sastoji se od središnjeg dijela na kojem se nalaze svi primarni sustavi, povezanog s mostovima u obliku koncentričnih krugova na kojima se nalazi stambeni dio i dokovi za pristajanje svemirskih brodova. Orbitalnu stanicu nadvisuju tri visoka pilona u kojima su smješteni dodatni dokovi za pristajanje.
Unutar središnjeg cilindričnog dijela postaje smješten je zapovjedni centar i Promenada, javni prostor za trgovinu i rekreaciju. Na Promenadi se nalazi i bolnica, policijski ured, bajorski hram i Quarkov restoran.

## Likovi
- Benjamin Sisko
- Kira Nerys
- Julian Bashir

## Vanjske poveznice
- Memory Alpha - Deep Space 9  Arhivirana inačica izvorne stranice od 15. lipnja 2010. (Wayback Machine) (engl.)